# تود دوفي (ممثل)
تود دوفي (بالإنجليزية: Todd Duffey)‏ هو ممثل أمريكي، ولد في 9 أبريل 1974 برالي في الولايات المتحدة.

## وصلات خارجية
- تود دوفي على موقع IMDb (الإنجليزية)
- تود دوفي على موقع قاعدة بيانات الفيلم (الإنجليزية)